# Anisodus luridus
Anisodus luridus är en potatisväxtart som beskrevs av Heinrich Friedrich Link. Anisodus luridus ingår i släktet Anisodus och familjen potatisväxter. Inga underarter finns listade i Catalogue of Life.

## Bildgalleri

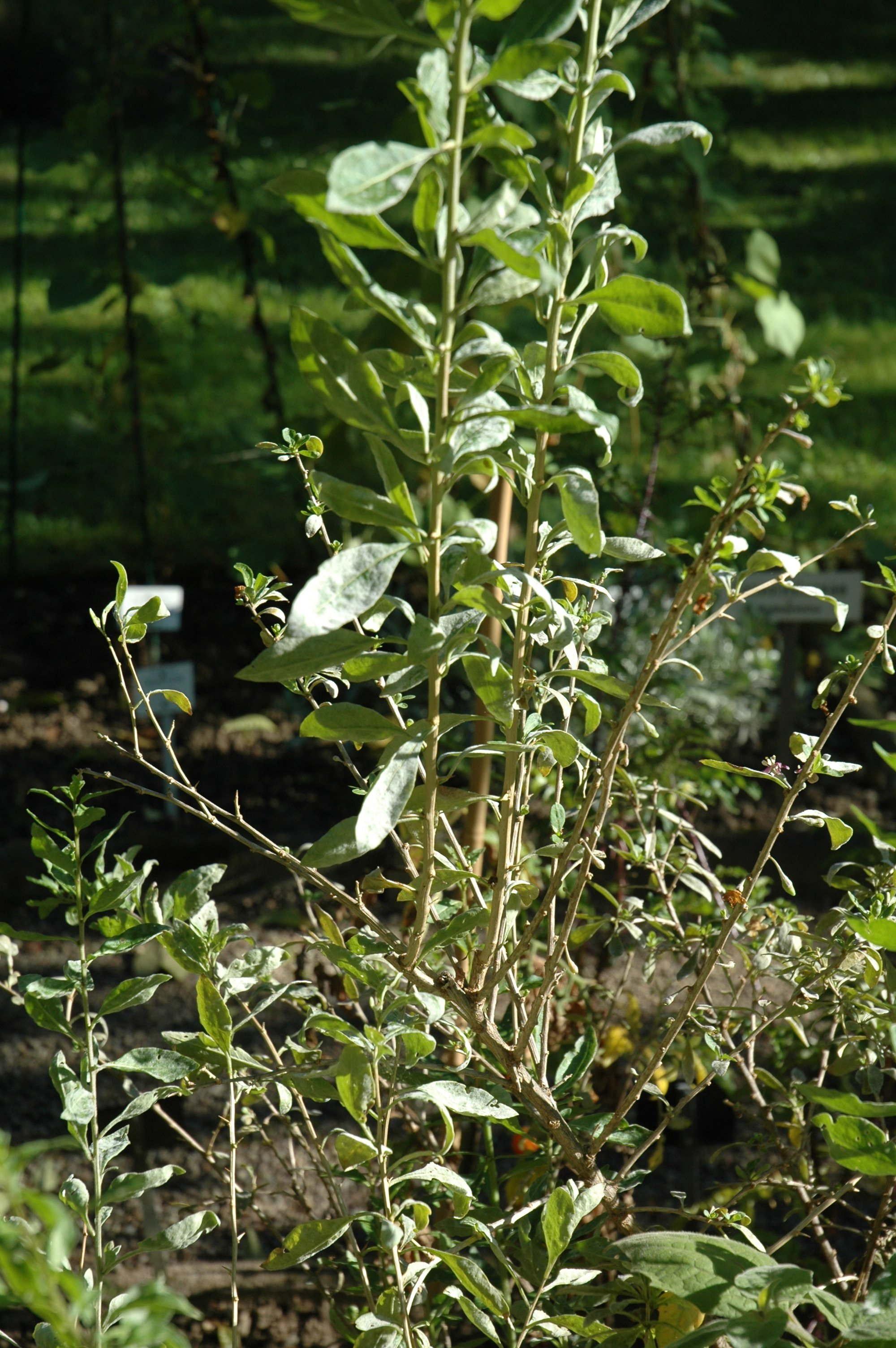
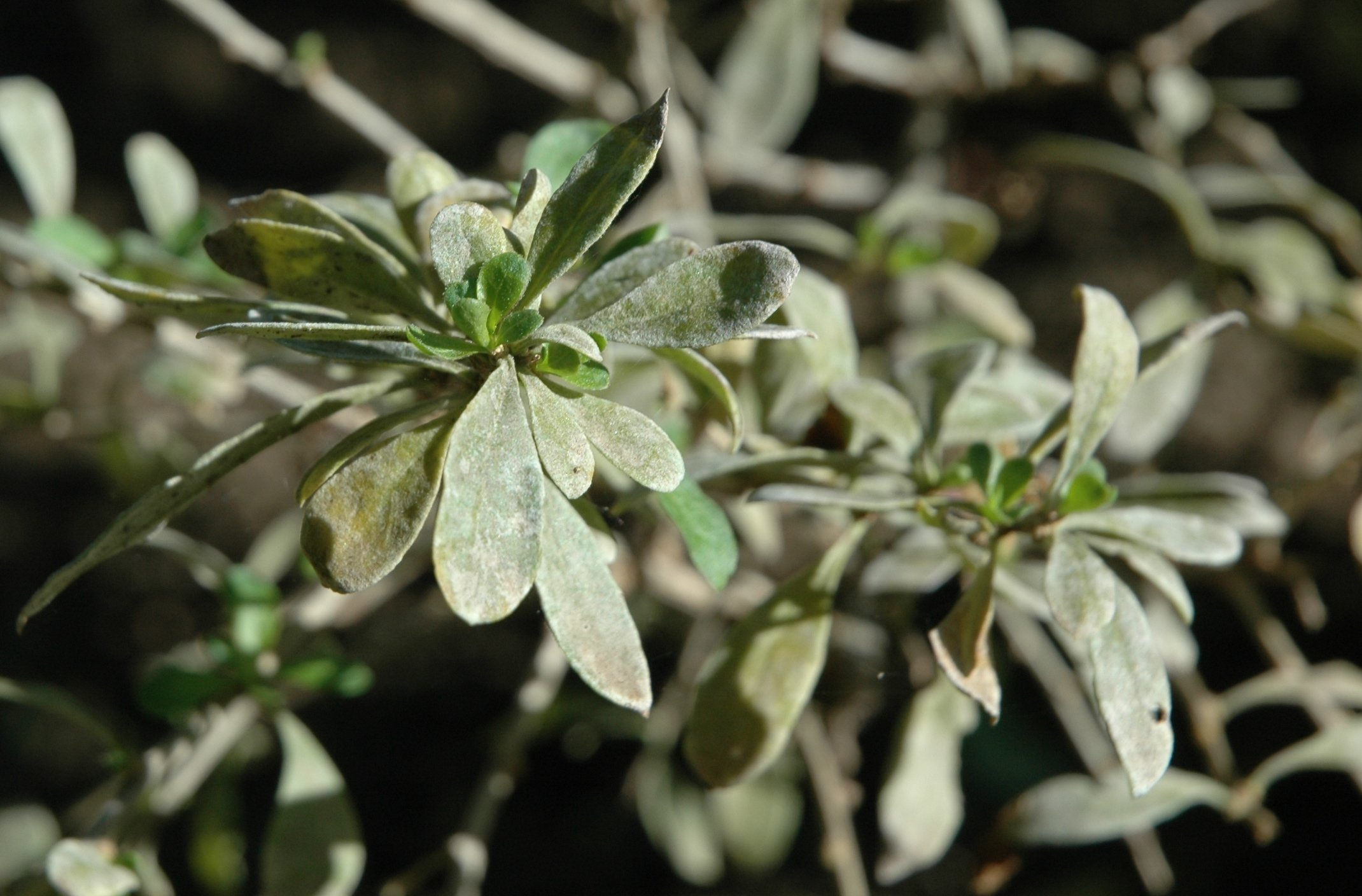